# André Mingas
André Vieira Dias Rodrigues Mingas Júnior, também conhecido pelo nome artístico André Gasmin (Luanda, 24 de maio de 1950 — São Paulo, 11 de outubro de 2011), foi um músico, arquiteto, urbanista, professor universitário e político angolano.

## Biografia
Nascido em Luanda, foi filho de André "Mongone" Rodrigues Mingas e de Antónia Diniz de Aniceto Vieira Dias. Alguns dos irmãos de André Mingas foram também figuras notáveis da história angolana, nomeadamente o político, cantor e compositor Ruy Mingas, a linguista e investigadora Amélia Mingas, a atleta e administradora Júlia Rodrigues Mingas, o comandante policial José "Zé" Rodrigues Mingas e o economista, escritor e político Saíde Mingas.
Orientado para uma carreira muisical desde muito cedo, foi bastante influenciado por seu tio Liceu Vieira Dias e por seu irmão Ruy Mingas. Seu primeiro álbum musical foi denominado "Coisas da Vida", considerado um marco na modernidade da música angolana, com uma mistura de jazz, rock e semba, sendo um dos pioneiros no subgênero semba-jazz. Neste álbum destacavam-se as músicas "Esperança", "Mufete" e "Chipalepa".
Na década de 1970 associou-se a Filipe Mukenga e Waldemar Bastos, sendo que o primeiro exerceu fortíssima influência, principalmente na adoção das dissonâncias musicais.
Após a independência angolana, tornou-se um dos fundadores da União dos Artistas Angolanos. Formou-se arquiteto pela Universidade Agostinho Neto e mestre em arquitetura e urbanismo pela Universidade Técnica de Lisboa. Em Portugal, foi professor do curso de arquitectura da Universidade Lusófona de Lisboa.
Ao retornar a Angola, desempenhou a função de Vice-Ministro da Educação e Cultura, período em que organizou a Sociedade de Autores Angolanos (SAA), a concepção de institutos médios e superiores de ensino e o incentivo à arte contemporânea em Angola.
Como arquiteto, era contra a fortíssima especulação imobiliária que afetou a província luandina a partir da década de 1990, sendo crítico ferrenho da demolição do antigo Mercado do Quinaxixe. Ainda assim, foi designado, em 2006, para a requalificação arquitetónica de vários bairros da cidade de Luanda, sendo responsável pela expansão de Talatona e Belas.
Em 12 de outubro de 2006 o Presidente José Eduardo dos Santos o nomeou Secretário para os Assuntos Locais da Presidência de Angola. Por último, o Presidente Dos Santos o tinha sido nomeado cônsul de Angola em São Paulo, no Brasil. Já estava na cidade, mas morreu em 11 de outubro de 2011 antes de tomar posse.